# فيروفيا سيركومتنيا

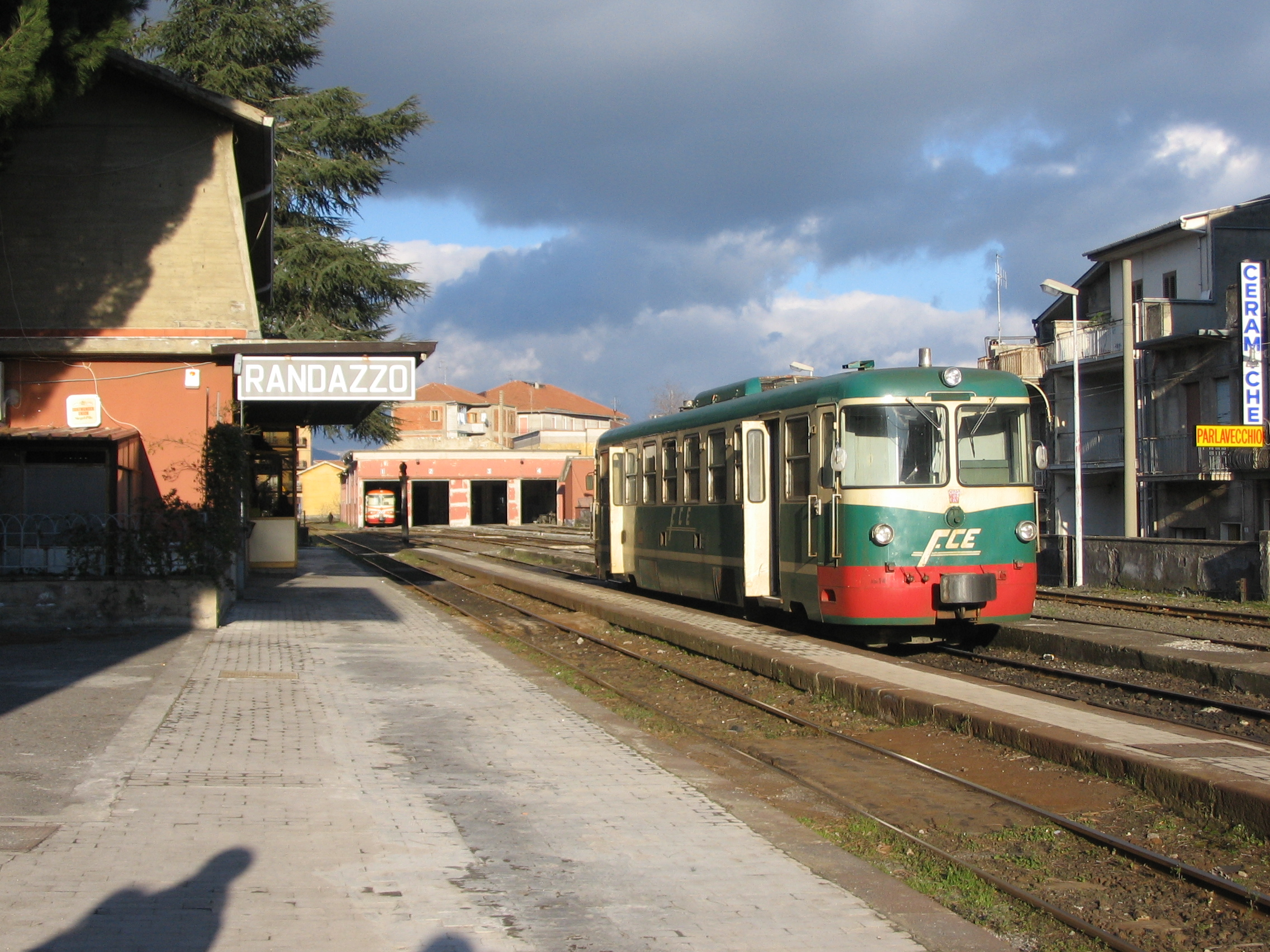
فيروفيا سيركومتنيا

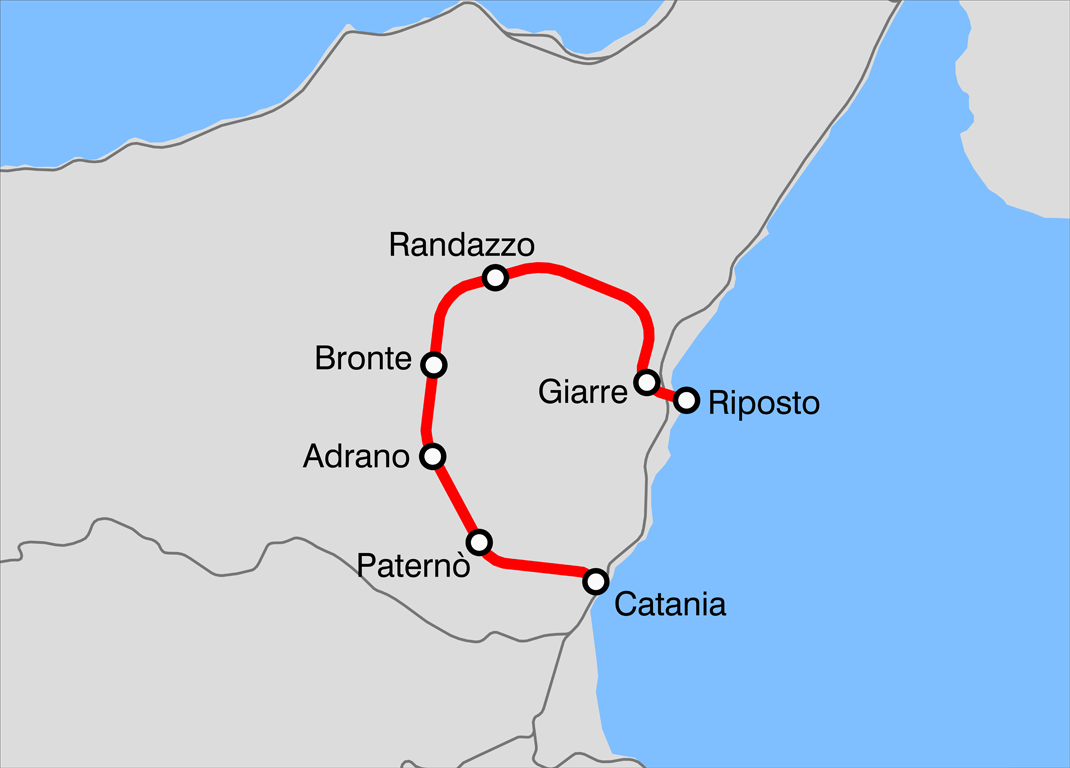
مسار السكة

فيروفيا سيركومتنيا (بالإيطالية: Circumetnea Ferrovia)‏ (تترجم تقريباً "سكة حديد حول إتنا") هي سكة حديد إقليمية ضيقة بقياس 950مم في صقلية. تم إنشاؤها بين 1889 و 1895.